# Gynodiastylis subtilis
Gynodiastylis subtilis är en kräftdjursart som beskrevs av Hale 1946. Gynodiastylis subtilis ingår i släktet Gynodiastylis och familjen Gynodiastylidae. Inga underarter finns listade i Catalogue of Life.